# Boliviaanse selecties op internationale voetbaltoernooien
Dit is een overzichtspagina met de selecties van het Boliviaans voetbalelftal die deelnamen aan de grote internationale voetbaltoernooien.

## WK-eindronde 1930
- Resultaat: eerste ronde

data corresponderend met situatie voorafgaand aan toernooi
| №                | Naam                 | Geboortedatum    | Caps | Goals | Club                 | Duels | Goal | Kreeg geel | Kreeg voor de tweede keer geel en dus rood | Weggestuurd |
| Doel             | Doel                 | Doel             | Doel | Doel  | Doel                 | Doel  | Doel | Doel       | Doel                                       | Doel        |
| ---------------- | -------------------- | ---------------- | ---- | ----- | -------------------- | ----- | ---- | ---------- | ------------------------------------------ | ----------- |
| —                | Jesús Bermúdez       | 24 januari 1902  |      |       | Oruro Royal          | 2     | 0    | –          | –                                          | –           |
| —                | Miguel Murillo       | 24 maart 1898    |      |       | Club Bolívar         | 0     | 0    | –          | –                                          | –           |
| Verdediging      |                      |                  |      |       |                      |       |      |            |                                            |             |
| —                | Casiano Chavarría    | 3 augustus 1901  |      |       | Calavera La Paz      | 2     | 0    | –          | –                                          | –           |
| —                | Segundo Durandal     | 17 maart 1912    |      |       | CS San Jose Oruro    | 2     | 0    | –          | –                                          | –           |
| —                | Luis Reyes Peñaranda | 5 juni 1911      |      |       | Universitario La Paz | 0     | 0    | –          | –                                          | –           |
| Middenveld       |                      |                  |      |       |                      |       |      |            |                                            |             |
| —                | Juan Argote          | 1906             |      |       | Club Bolívar         | 1     | 0    | –          | –                                          | –           |
| —                | Miguel Brito         |                  |      |       | Oruro Royal          | 0     | 0    | –          | –                                          | –           |
| —                | Diógenes Lara        | 6 april 1903     |      |       | Club Bolívar         | 2     | 0    | –          | –                                          | –           |
| —                | Constantino Noya     |                  |      |       | Oruro Royal          | 0     | 0    | –          | –                                          | –           |
| —                | Renato Sáinz         | 14 december 1899 |      |       | The Strongest        | 1     | 0    | –          | –                                          | –           |
| —                | Jorge Valderrama     | 12 december 1906 |      |       | Oruro Royal          | 2     | 0    | –          | –                                          | –           |
| Aanval           |                      |                  |      |       |                      |       |      |            |                                            |             |
| —                | Mario Alborta        | 1904             |      |       | Club Bolívar         | 2     | 0    | –          | –                                          | –           |
| —                | José Bustamante      | 1907             |      |       | Litoral              | 2     | 0    | –          | –                                          | –           |
| —                | René Fernández       | 1906             |      |       | Alianza Oruro        | 2     | 0    | –          | –                                          | –           |
| —                | Gumersindo Gómez     | 1907             |      |       | Oruro Royal          | 1     | 0    | –          | –                                          | –           |
| —                | Rafael Méndez        | 1904             |      |       | Universitario La Paz | 2     | 0    | –          | –                                          | –           |
| —                | Eduardo Reyes Ortíz  | 1907             |      |       | The Strongest        | 0     | 0    | –          | –                                          | –           |
| Bondscoach       |                      |                  |      |       |                      |       |      |            |                                            |             |
| Vlag van Bolivia | Ulises Saucedo       | 3 maart 1896     |      |       |                      |       |      |            |                                            |             |

## WK-eindronde 1950
- Resultaat: eerste ronde

data corresponderend met situatie voorafgaand aan toernooi
| №               | Naam                  | Geboortedatum     | Caps | Goals | Club                   | Duels | Goal | Kreeg geel | Kreeg voor de tweede keer geel en dus rood | Weggestuurd |
| Doel            | Doel                  | Doel              | Doel | Doel  | Doel                   | Doel  | Doel | Doel       | Doel                                       | Doel        |
| --------------- | --------------------- | ----------------- | ---- | ----- | ---------------------- | ----- | ---- | ---------- | ------------------------------------------ | ----------- |
| —               | Vicente Arraya        | 25 januari 1922   |      |       | Feroviario La Paz      | 0     | 0    | –          | –                                          | –           |
| —               | Eduardo Gutiérrez     | 2 september 1922  |      |       | CD Ingavi              | 1     | 0    | –          | –                                          | –           |
| Verdediging     |                       |                   |      |       |                        |       |      |            |                                            |             |
| —               | Alberto Acha          | 3 april 1920      |      |       | The Strongest          | 1     | 0    | –          | –                                          | –           |
| —               | José Bustamante       | 5 maart 1922      |      |       | Club Litoral           | 1     | 0    | –          | –                                          | –           |
| Middenveld      |                       |                   |      |       |                        |       |      |            |                                            |             |
| —               | Alberto Aparicio      |                   |      |       | Feroviario La Paz      | 0     | 0    | –          | –                                          | –           |
| —               | Duberty Aráoz         | 21 december 1920  |      |       | Club Litoral           | 0     | 0    | –          | –                                          | –           |
| —               | Juan Arricio          | 11 december 1923  |      |       | Ayacucho La Paz        | 0     | 0    | –          | –                                          | –           |
| —               | Víctor Brown          | 7 maart 1927      |      |       | Club Litoral           | 0     | 0    | –          | –                                          | –           |
| —               | René Cabrera          | 21 oktober 1925   |      |       | Club Jorge Wilstermann | 0     | 0    | –          | –                                          | –           |
| —               | Leonardo Ferrel       | 7 juli 1923       |      |       | The Strongest          | 1     | 0    | –          | –                                          | –           |
| —               | Antonio Greco         | 17 september 1923 |      |       | Club Litoral           | 1     | 0    | –          | –                                          | –           |
| —               | Eulogio Sandoval      | 14 juli 1922      |      |       | Club Litoral           | 0     | 0    | –          | –                                          | –           |
| —               | Víctor Ugarte         | 5 mei 1926        |      |       | Club Bolívar           | 1     | 0    | –          | –                                          | –           |
| Aanval          |                       |                   |      |       |                        |       |      |            |                                            |             |
| —               | Víctor Algarañaz      | 6 april 1924      |      |       | Club Litoral           | 1     | 0    | –          | –                                          | –           |
| —               | Roberto Capparelli    | 18 november 1921  |      |       | The Strongest          | 1     | 0    | –          | –                                          | –           |
| —               | Benedicto Godoy       | 28 juli 1924      |      |       | Feroviario La Paz      | 1     | 0    | –          | –                                          | –           |
| —               | Benigno Gutiérrez     | 1 september 1925  |      |       | Club Litoral           | 1     | 0    | –          | –                                          | –           |
| —               | Benjamín Maldonado    | 1 januari 1928    |      |       | Club Litoral           | 1     | 0    | –          | –                                          | –           |
| —               | Mario Mena            | 28 juli 1928      |      |       | Club Bolívar           | 0     | 0    | –          | –                                          | –           |
| —               | Antonio José Valencia | 20 februari 1927  |      |       | Club Bolívar           | 1     | 0    | –          | –                                          | –           |
| Bondscoach      |                       |                   |      |       |                        |       |      |            |                                            |             |
| Vlag van Italië | Mario Pretto          | 7 oktober 1915    |      |       |                        |       |      |            |                                            |             |

## Copa América 1989
- Resultaat: Eerste ronde (informatie over gele kaarten ontbreekt)

data corresponderend met situatie voorafgaand aan toernooi
| №                   | Naam                  | Geboortedatum     | Caps | Goals | Club               | Duels | Goal | Kreeg geel | Kreeg voor de tweede keer geel en dus rood | Weggestuurd |
| Doel                | Doel                  | Doel              | Doel | Doel  | Doel               | Doel  | Doel | Doel       | Doel                                       | Doel        |
| ------------------- | --------------------- | ----------------- | ---- | ----- | ------------------ | ----- | ---- | ---------- | ------------------------------------------ | ----------- |
| 1                   | Luis Galarza          | 26 december 1950  | 11   | 0     | Club Bolívar       | 1     | 0    | 0          | 0                                          | 0           |
| 12                  | Marco Antonio Barrero | 26 januari 1962   | 6    | 0     | Club Bolívar       | 3     | 0    | 0          | 0                                          | 0           |
| Verdediging         |                       |                   |      |       |                    |       |      |            |                                            |             |
| 2                   | Carlos Arías          | 26 augustus 1956  | 15   | 0     | Club Bolívar       | 3     | 0    | 0          | 0                                          | 0           |
| 5                   | Marcos Ferrufino      | 25 april 1963     |      |       | Club Bolívar       | 0     | 0    | 0          | 0                                          | 0           |
| 6                   | Ricardo Fontana       | 17 oktober 1950   | 5    | 0     | The Strongest      | 4     | 0    | 0          | 0                                          | 0           |
| 8                   | Eligio Martínez       | 21 juli 1955      | 6    | 0     | The Strongest      | 4     | 0    | 0          | 0                                          | 0           |
| 13                  | Miguel Rimba          | 1 november 1967   |      |       | Club Bolívar       | 2     | 0    | 0          | 0                                          | 0           |
| 14                  | Rómer Roca            | 1 juli 1966       | 6    | 0     | Oriente Petrolero  | 2     | 0    | 0          | 0                                          | 0           |
| 15                  | Marciano Saldías      | 25 april 1966     |      |       | Oriente Petrolero  | 2     | 0    | 0          | 0                                          | 0           |
| 19                  | Eduardo Villegas      | 29 maart 1964     |      |       | The Strongest      | 3     | 0    | 0          | 0                                          | 0           |
| Middenveld          |                       |                   |      |       |                    |       |      |            |                                            |             |
| 3                   | Carlos Borja          | 25 december 1956  |      |       | Club Bolívar       | 4     | 0    | 0          | 0                                          | 0           |
| 4                   | Marco Etcheverry      | 26 september 1970 |      |       | Club Destroyers    | 2     | 0    | 0          | 0                                          | 0           |
| 9                   | José Milton Melgar    | 20 september 1959 |      |       | Club Bolívar       | 4     | 0    | 0          | 0                                          | 0           |
| 17                  | Erwin Sánchez         | 19 oktober 1969   |      |       | Club Bolívar       | 3     | 0    | 0          | 0                                          | 0           |
| 18                  | Francisco Takeo       | 13 mei 1966       |      |       | Club Destroyers    | 1     | 0    | 0          | 0                                          | 0           |
| Aanval              |                       |                   |      |       |                    |       |      |            |                                            |             |
| 7                   | Arturo García         | 14 mei 1965       | 6    | 3     | Oriente Petrolero  | 2     | 0    | 0          | 0                                          | 0           |
| 10                  | Roly Paniagua         | 14 november 1966  |      |       | Club Blooming      | 1     | 0    | 0          | 0                                          | 0           |
| 11                  | Álvaro Peña           | 11 februari 1966  |      |       | Club Blooming      | 3     | 0    | 0          | 0                                          | 0           |
| 16                  | Fernando Salinas      | 12 juni 1962      |      |       | Club Bolívar       | 1     | 0    | 0          | 0                                          | 0           |
| 20                  | Ramiro Castillo       | 27 maart 1966     |      |       | Argentinos Juniors | 2     | 0    | 0          | 0                                          | 0           |
| Bondscoach          |                       |                   |      |       |                    |       |      |            |                                            |             |
| Vlag van Argentinië | Jorge Habegger        | 19 oktober 1946   |      |       |                    |       |      |            |                                            |             |

## Copa América 1991
- Resultaat: Eerste ronde (informatie over gele kaarten ontbreekt)

data corresponderend met situatie voorafgaand aan toernooi
| №                | Naam                   | Geboortedatum     | Caps | Goals | Club              | Duels | Goal | Kreeg geel | Kreeg voor de tweede keer geel en dus rood | Weggestuurd |
| Doel             | Doel                   | Doel              | Doel | Doel  | Doel              | Doel  | Doel | Doel       | Doel                                       | Doel        |
| ---------------- | ---------------------- | ----------------- | ---- | ----- | ----------------- | ----- | ---- | ---------- | ------------------------------------------ | ----------- |
| 1                | Marco Antonio Barrero  | 26 januari 1962   | 10   | 0     | Club Bolívar      | 2     | 0    | 0          | 0                                          | 0           |
| 12               | Mauricio Soria         | 1 juni 1966       |      |       | Oriente Petrolero | 0     | 0    | 0          | 0                                          | 0           |
| 22               | Víctor Aragón          | 23 december 1959  | 0    | 0     | The Strongest     | 2     | 0    | 0          | 0                                          | 0           |
| Verdediging      |                        |                   |      |       |                   |       |      |            |                                            |             |
| 2                | Miguel Rimba           | 1 november 1967   |      |       | Club Bolívar      | 4     | 0    | 0          | 0                                          | 0           |
| 3                | Eduardo Jiguchi        | 24 augustus 1970  |      |       | Oriente Petrolero | 3     | 0    | 0          | 0                                          | 1           |
| 4                | Marciano Saldías       | 25 april 1966     |      |       | Oriente Petrolero | 4     | 0    | 0          | 0                                          | 0           |
| 5                | Marcos Ferrufino       | 25 april 1963     |      |       | Club Bolívar      | 4     | 0    | 0          | 0                                          | 0           |
| 13               | Juan Manuel Peña       | 17 januari 1973   |      |       | Club Blooming     | 1     | 0    | 0          | 0                                          | 0           |
| 15               | Modesto Soruco         | 12 februari 1968  | 1    | 0     | Club Blooming     | 1     | 0    | 0          | 0                                          | 0           |
| 17               | Juan Carlos Chávez     | 11 december 1972  |      |       | Club Blooming     | 0     | 0    | 0          | 0                                          | 0           |
| Middenveld       |                        |                   |      |       |                   |       |      |            |                                            |             |
| 6                | Sergio Rivero          | 21 december 1960  |      |       | Oriente Petrolero | 1     | 0    | 0          | 0                                          | 0           |
| 7                | Carlos Borja           | 25 december 1956  |      |       | Club Bolívar      | 4     | 0    | 0          | 0                                          | 0           |
| 8                | José Milton Melgar     | 20 september 1959 |      |       | Club Blooming     | 4     | 0    | 0          | 0                                          | 0           |
| 10               | Marco Etcheverry       | 26 september 1970 |      |       | Club Bolívar      | 4     | 0    | 0          | 0                                          | 0           |
| 14               | José Luis Medrano      | 2 november 1962   |      |       | Oriente Petrolero | 1     | 0    | 0          | 0                                          | 0           |
| 16               | Erwin Sánchez          | 19 oktober 1969   |      |       | SL Benfica        | 3     | 1    | 0          | 0                                          | 0           |
| 20               | Ramiro Castillo        | 27 maart 1966     |      |       | River Plate       | 4     | 0    | 0          | 0                                          | 0           |
| 21               | Julio César Baldivieso | 2 december 1971   |      |       | Club Bolívar      | 4     | 0    | 0          | 0                                          | 0           |
| Aanval           |                        |                   |      |       |                   |       |      |            |                                            |             |
| 9                | Juan Berthy Suárez     | 24 juni 1966      |      |       | Club Blooming     | 3     | 1    | 0          | 0                                          | 0           |
| 11               | Jaime Moreno           | 19 januari 1974   |      |       | Club Blooming     | 2     | 0    | 0          | 0                                          | 0           |
| 18               | Modesto Molina         | 1 december 1961   |      |       | Oriente Petrolero | 1     | 0    | 0          | 0                                          | 0           |
| 19               | Álvaro Peña            | 11 februari 1966  |      |       | Club San José     | 0     | 0    | 0          | 0                                          | 0           |
| Bondscoach       |                        |                   |      |       |                   |       |      |            |                                            |             |
| Vlag van Bolivia | Ramiro Blacutt         | 3 januari 1944    |      |       |                   |       |      |            |                                            |             |

## Copa América 1993
- Resultaat: Eerste ronde (informatie over gele en rode kaarten ontbreekt)

data corresponderend met situatie voorafgaand aan toernooi
| №               | Naam                   | Geboortedatum     | Caps | Goals | Club                 | Duels | Goal | Kreeg geel | Kreeg voor de tweede keer geel en dus rood | Weggestuurd |
| Doel            | Doel                   | Doel              | Doel | Doel  | Doel                 | Doel  | Doel | Doel       | Doel                                       | Doel        |
| --------------- | ---------------------- | ----------------- | ---- | ----- | -------------------- | ----- | ---- | ---------- | ------------------------------------------ | ----------- |
| 1               | Darío Rojas            | 20 januari 1960   |      |       | Oriente Petrolero    | 3     | 0    | 0          | 0                                          | 0           |
| 12              | Marcelo Torrico        | 11 januari 1972   |      |       | The Strongest        | 0     | 0    | 0          | 0                                          | 0           |
| Verdediging     |                        |                   |      |       |                      |       |      |            |                                            |             |
| 2               | Juan Manuel Peña       | 17 januari 1973   |      |       | Club Blooming        | 3     | 0    | 0          | 0                                          | 0           |
| 3               | Marco Antonio Sandy    | 29 augustus 1971  |      |       | Club Bolívar         | 3     | 0    | 0          | 0                                          | 0           |
| 4               | Miguel Rimba           | 1 november 1967   |      |       | Club Bolívar         | 2     | 0    | 0          | 0                                          | 0           |
| 5               | Gustavo Quinteros      | 15 februari 1965  |      |       | Club San José        | 3     | 0    | 0          | 0                                          | 0           |
| 13              | Modesto Soruco         | 12 februari 1968  |      |       | Club Blooming        | 1     | 0    | 0          | 0                                          | 0           |
| 18              | Miguel Ángel Noro      | 22 augustus 1961  |      |       | Club Destroyers      | 0     | 0    | 0          | 0                                          | 0           |
| Middenveld      |                        |                   |      |       |                      |       |      |            |                                            |             |
| 6               | Carlos Borja           | 25 december 1956  |      |       | Club Bolívar         | 3     | 0    | 0          | 0                                          | 0           |
| 7               | Johnny Villarroel      | 11 augustus 1968  |      |       | The Strongest        | 0     | 0    | 0          | 0                                          | 0           |
| 8               | José Milton Melgar     | 20 september 1959 |      |       | Club Bolívar         | 3     | 0    | 0          | 0                                          | 0           |
| 14              | Juan Carlos Rios       | 11 mei 1972       |      |       | Club Atlético Ciclón | 0     | 0    | 0          | 0                                          | 0           |
| 15              | Roberto Pérez          | 17 april 1960     |      |       | Club San José        | 0     | 0    | 0          | 0                                          | 0           |
| 16              | Luis Cristaldo         | 31 augustus 1969  |      |       | Oriente Petrolero    | 2     | 0    | 0          | 0                                          | 0           |
| 21              | Erwin Sánchez          | 19 oktober 1969   |      |       | Boavista             | 1     | 0    | 0          | 0                                          | 0           |
| Aanval          |                        |                   |      |       |                      |       |      |            |                                            |             |
| 9               | Álvaro Peña            | 11 februari 1965  |      |       | Deportes Temuco      | 2     | 0    | 0          | 0                                          | 0           |
| 10              | Marco Etcheverry       | 26 september 1970 |      |       | Club Bolívar         | 3     | 1    | 0          | 0                                          | 0           |
| 11              | Jaime Moreno           | 19 januari 1974   |      |       | Club Blooming        | 3     | 0    | 0          | 0                                          | 0           |
| 17              | Luis Ramallo           | 4 juli 1963       |      |       | Club Destroyers      | 0     | 0    | 0          | 0                                          | 0           |
| 19              | Iván Castillo          | 11 juli 1970      |      |       | Club Bolívar         | 0     | 0    | 0          | 0                                          | 0           |
| 20              | Ramiro Castillo        | 27 maart 1966     |      |       | The Strongest        | 3     | 0    | 0          | 0                                          | 0           |
| 22              | Julio César Baldivieso | 2 december 1971   |      |       | Club Bolívar         | 3     | 0    | 0          | 0                                          | 0           |
| Bondscoach      |                        |                   |      |       |                      |       |      |            |                                            |             |
| Vlag van Spanje | Xabier Azkargorta      | 26 september 1953 |      |       |                      |       |      |            |                                            |             |

## WK-eindronde 1994
- Resultaat: eerste ronde

data corresponderend met situatie voorafgaand aan toernooi
| №               | Naam                   | Geboortedatum     | Caps | Goals | Club                   | Duels | Goal | Kreeg geel | Kreeg voor de tweede keer geel en dus rood | Weggestuurd |
| Doel            | Doel                   | Doel              | Doel | Doel  | Doel                   | Doel  | Doel | Doel       | Doel                                       | Doel        |
| --------------- | ---------------------- | ----------------- | ---- | ----- | ---------------------- | ----- | ---- | ---------- | ------------------------------------------ | ----------- |
| 1               | Carlos Trucco          | 8 augustus 1957   |      |       | Club Bolívar           | 3     | 0    | 0          | 0                                          | 0           |
| 12              | Darío Rojas            | 20 januari 1960   |      |       | Oriente Petrolero      | 0     | 0    | 0          | 0                                          | 0           |
| 19              | Marcelo Torrico        | 11 januari 1972   |      |       | The Strongest          | 0     | 0    | 0          | 0                                          | 0           |
| Verdediging     |                        |                   |      |       |                        |       |      |            |                                            |             |
| 2               | Juan Manuel Peña       | 17 januari 1973   |      |       | Independiente Santa Fe | 1     | 0    | 0          | 0                                          | 0           |
| 3               | Marco Antonio Sandy    | 29 augustus 1971  |      |       | Club Bolívar           | 3     | 0    | 0          | 0                                          | 0           |
| 4               | Miguel Rimba           | 1 november 1967   |      |       | Club Bolívar           | 3     | 0    | 1          | 0                                          | 0           |
| 5               | Gustavo Quinteros      | 15 februari 1965  |      |       | The Strongest          | 2     | 0    | 1          | 0                                          | 0           |
| 16              | Luis Cristaldo         | 31 augustus 1969  |      |       | Club Bolívar           | 2     | 0    | 0          | 1                                          | 0           |
| 17              | Óscar Sánchez          | 16 juli 1971      |      |       | The Strongest          | 2     | 1    | 0          | 0                                          | 0           |
| Middenveld      |                        |                   |      |       |                        |       |      |            |                                            |             |
| 6               | Carlos Borja           | 25 december 1956  |      |       | Club Bolívar           | 3     | 0    | 1          | 0                                          | 0           |
| 7               | Mario Pinedo           | 9 april 1964      |      |       | Oriente Petrolero      | 0     | 0    | 0          | 0                                          | 0           |
| 8               | José Milton Melgar     | 20 september 1959 |      |       | The Strongest          | 3     | 0    | 0          | 0                                          | 0           |
| 10              | Marco Etcheverry       | 26 september 1970 | 23   | 5     | CSD Colo Colo          | 1     | 0    | 0          | 0                                          | 1           |
| 13              | Modesto Soruco         | 12 februari 1966  |      |       | Club Blooming          | 1     | 0    | 0          | 0                                          | 0           |
| 14              | Mauricio Ramos         | 9 maart 1969      |      |       | Club Destroyers        | 1     | 0    | 0          | 0                                          | 0           |
| 15              | Vladimir Soria         | 15 juli 1964      |      |       | Club Bolívar           | 3     | 0    | 1          | 0                                          | 0           |
| 20              | Ramiro Castillo        | 27 maart 1966     |      |       | Club Atlético Platense | 1     | 0    | 0          | 0                                          | 0           |
| 21              | Erwin Sánchez          | 19 oktober 1969   |      |       | Boavista               | 0     | 0    | 0          | 0                                          | 0           |
| Aanval          |                        |                   |      |       |                        |       |      |            |                                            |             |
| 9               | Álvaro Peña            | 11 februari 1965  |      |       | Deportes Temuco        | 1     | 0    | 0          | 0                                          | 0           |
| 11              | Jaime Moreno           | 19 januari 1974   |      |       | Club Blooming          | 2     | 0    | 0          | 0                                          | 0           |
| 18              | Luis Ramallo           | 4 juli 1963       |      |       | Oriente Petrolero      | 3     | 0    | 0          | 0                                          | 0           |
| 22              | Julio César Baldivieso | 2 december 1971   |      |       | Club Bolívar           | 2     | 0    | 2          | 0                                          | 0           |
| Bondscoach      |                        |                   |      |       |                        |       |      |            |                                            |             |
| Vlag van Spanje | Xabier Azkargorta      | 26 september 1953 |      |       |                        |       |      |            |                                            |             |

## Copa América 1995
- Resultaat: eerste ronde

data corresponderend met situatie voorafgaand aan toernooi
| №               | Naam                   | Geboortedatum     | Caps | Goals | Club                   | Duels | Goal | Kreeg geel | Kreeg voor de tweede keer geel en dus rood | Weggestuurd |
| Doel            | Doel                   | Doel              | Doel | Doel  | Doel                   | Doel  | Doel | Doel       | Doel                                       | Doel        |
| --------------- | ---------------------- | ----------------- | ---- | ----- | ---------------------- | ----- | ---- | ---------- | ------------------------------------------ | ----------- |
| 1               | Carlos Trucco          | 8 augustus 1957   |      |       | CF Pachuca             | 4     | 0    | 0          | 0                                          | 0           |
| 12              | Marcelo Torrico        | 11 januari 1972   |      |       | The Strongest          | 0     | 0    | 0          | 0                                          | 0           |
| 22              | Mauricio Soria         | 1 juni 1966       |      |       | Club Bolívar           | 0     | 0    | 0          | 0                                          | 0           |
| Verdediging     |                        |                   |      |       |                        |       |      |            |                                            |             |
| 2               | Iván Castillo          | 11 juli 1970      |      |       | Club Bolívar           | 0     | 0    | 0          | 0                                          | 0           |
| 3               | Marco Antonio Sandy    | 29 augustus 1971  | 35   | 3     | Club Bolívar           | 4     | 0    | 1          | 0                                          | 0           |
| 4               | Miguel Rimba           | 1 november 1967   |      |       | Club Bolívar           | 4     | 0    | 2          | 0                                          | 0           |
| 5               | Juan Manuel Peña       | 17 januari 1973   |      |       | Independiente Santa Fe | 4     | 0    | 1          | 0                                          | 0           |
| 13              | Óscar Sánchez          | 16 juli 1971      |      |       | The Strongest          | 3     | 1    | 1          | 0                                          | 0           |
| 15              | Gustavo Quinteros      | 15 februari 1965  |      |       | CA San Lorenzo         | 1     | 0    | 0          | 0                                          | 0           |
| 16              | Juan Carlos Ruiz       | 14 augustus 1968  |      |       | Club Bolívar           | 1     | 0    | 1          | 0                                          | 0           |
| Middenveld      |                        |                   |      |       |                        |       |      |            |                                            |             |
| 6               | Luis Cristaldo         | 31 augustus 1969  |      |       | Club Bolívar           | 4     | 0    | 0          | 0                                          | 0           |
| 8               | José Milton Melgar     | 20 september 1959 | 74   | 5     | Club Bolívar           | 4     | 0    | 0          | 0                                          | 0           |
| 10              | Marco Etcheverry       | 26 september 1970 |      |       | América de Cali        | 4     | 1    | 1          | 0                                          | 0           |
| 14              | Mauricio Ramos         | 9 maart 1969      |      |       | Club Bolívar           | 2     | 1    | 0          | 0                                          | 0           |
| 18              | Carlos Borja           | 25 december 1956  |      |       | Club Bolívar           | 4     | 0    | 0          | 0                                          | 0           |
| 19              | Robert Arteaga         | 10 februari 1973  |      |       | The Strongest          | 0     | 0    | 0          | 0                                          | 0           |
| Aanval          |                        |                   |      |       |                        |       |      |            |                                            |             |
| 7               | Demetrio Angola        | 22 juni 1965      |      |       | Jorge Wilstermann      | 4     | 1    | 1          | 0                                          | 0           |
| 9               | Álvaro Peña            | 11 februari 1965  |      |       | Deportivo Cortuluá     | 1     | 0    | 1          | 0                                          | 0           |
| 11              | Miguel Mercado         | 30 augustus 1975  |      |       | Club Bolívar           | 4     | 1    | 0          | 0                                          | 0           |
| 17              | Juan Berthy Suárez     | 24 juni 1969      |      |       | Guabirá                | 1     | 0    | 0          | 0                                          | 0           |
| 20              | Julio César Baldivieso | 2 december 1971   |      |       | Newell's Old Boys      | 4     | 0    | 0          | 0                                          | 0           |
| 21              | Raúl Medeiros          | 2 februari 1975   |      |       | BK Häcken              | 0     | 0    | 0          | 0                                          | 0           |
| Bondscoach      |                        |                   |      |       |                        |       |      |            |                                            |             |
| Vlag van Spanje | Antonio López          | 28 mei 1957       |      |       |                        |       |      |            |                                            |             |

## Copa América 1997
- Resultaat: Tweede plaats

| №               | Naam                   | Geboortedatum     | Caps | Goals | Club              | Duels | Goal | Kreeg geel | Kreeg voor de tweede keer geel en dus rood | Weggestuurd |
| Doel            | Doel                   | Doel              | Doel | Doel  | Doel              | Doel  | Doel | Doel       | Doel                                       | Doel        |
| --------------- | ---------------------- | ----------------- | ---- | ----- | ----------------- | ----- | ---- | ---------- | ------------------------------------------ | ----------- |
| 1               | Carlos Trucco          | 8 augustus 1957   |      |       | CF Pachuca        | 6     | 0    | 0          | 0                                          | 0           |
| 12              | Mauricio Soria         | 1 juni 1966       |      |       | Jorge Wilstermann | 0     | 0    | 0          | 0                                          | 0           |
| Verdediging     |                        |                   |      |       |                   |       |      |            |                                            |             |
| 2               | Juan Manuel Peña       | 17 januari 1973   |      |       | Real Valladolid   | 5     | 0    | 0          | 1                                          | 0           |
| 3               | Marco Antonio Sandy    | 29 augustus 1971  |      |       | Club Bolívar      | 6     | 0    | 1          | 0                                          | 0           |
| 4               | Miguel Rimba           | 1 november 1967   |      |       | Club Bolívar      | 3     | 0    | 1          | 0                                          | 0           |
| 5               | Óscar Sánchez          | 16 juli 1971      |      |       | The Strongest     | 5     | 0    | 0          | 0                                          | 0           |
| 7               | Sergio Castillo        | 29 september 1970 |      |       | The Strongest     | 5     | 0    | 0          | 0                                          | 0           |
| 13              | Eduardo Jiguchi        | 4 augustus 1970   |      |       | Club Bolívar      | 0     | 0    | 0          | 0                                          | 0           |
| 14              | Rubén Tufiño           | 9 januari 1970    |      |       | Club Blooming     | 0     | 0    | 0          | 0                                          | 0           |
| 16              | Luis Cristaldo         | 31 augustus 1969  |      |       | Club Bolívar      | 6     | 0    | 1          | 0                                          | 0           |
| 19              | Iván Castillo          | 11 juli 1970      |      |       | Club Bolívar      | 2     | 0    | 0          | 0                                          | 0           |
| Middenveld      |                        |                   |      |       |                   |       |      |            |                                            |             |
| 6               | Vladimir Soria         | 15 juli 1964      |      |       | Club Bolívar      | 6     | 0    | 1          | 0                                          | 0           |
| 8               | José Milton Melgar     | 20 september 1959 |      |       | Club Blooming     | 3     | 0    | 1          | 0                                          | 0           |
| 10              | Marco Etcheverry       | 26 september 1970 |      |       | DC United         | 5     | 2    | 1          | 0                                          | 0           |
| 15              | Mauro Blanco           | 25 november 1965  |      |       | The Strongest     | 2     | 0    | 0          | 0                                          | 0           |
| 20              | Ramiro Castillo        | 27 maart 1966     |      |       | Club Bolívar      | 5     | 0    | 1          | 0                                          | 0           |
| 21              | Erwin Sánchez          | 19 oktober 1969   |      |       | Boavista          | 6     | 3    | 3          | 0                                          | 0           |
| 22              | Julio César Baldivieso | 2 december 1971   |      |       | Yokohama Marinos  | 5     | 2    | 0          | 0                                          | 0           |
| Aanval          |                        |                   |      |       |                   |       |      |            |                                            |             |
| 9               | Jaime Moreno           | 19 januari 1974   |      |       | DC United         | 5     | 0    | 1          | 0                                          | 0           |
| 11              | Limberg Gutiérrez      | 19 november 1977  |      |       | Club Blooming     | 2     | 0    | 0          | 0                                          | 0           |
| 17              | Limbert Méndez         | 18 september 1973 |      |       | Guabirá           | 0     | 0    | 0          | 0                                          | 0           |
| 18              | Milton Coimbra         | 4 mei 1975        |      |       | CA Lanús          | 4     | 1    | 0          | 0                                          | 0           |
| Bondscoach      |                        |                   |      |       |                   |       |      |            |                                            |             |
| Vlag van Spanje | Antonio López          | 28 mei 1957       |      |       |                   |       |      |            |                                            |             |

## Copa América 1999
- Resultaat: Eerste ronde

data corresponderend met situatie voorafgaand aan toernooi
| №                   | Naam                  | Geboortedatum     | Caps | Goals | Club                 | Duels | Goal | Kreeg geel | Kreeg voor de tweede keer geel en dus rood | Weggestuurd |
| Doel                | Doel                  | Doel              | Doel | Doel  | Doel                 | Doel  | Doel | Doel       | Doel                                       | Doel        |
| ------------------- | --------------------- | ----------------- | ---- | ----- | -------------------- | ----- | ---- | ---------- | ------------------------------------------ | ----------- |
| 1                   | José Carlos Fernández | 24 januari 1971   |      |       | Club Blooming        | 3     | 0    | 0          | 0                                          | 0           |
| 12                  | Sergio Galarza        | 28 mei 1975       |      |       | Club Real Santa Cruz | 0     | 0    | 0          | 0                                          | 0           |
| Verdediging         |                       |                   |      |       |                      |       |      |            |                                            |             |
| 2                   | Juan Manuel Peña      | 17 januari 1973   |      |       | Real Valladolid      | 3     | 0    | 1          | 0                                          | 0           |
| 3                   | Marco Antonio Sandy   | 29 augustus 1971  | 72   | 6     | Gimnasia y Esgrima   | 0     | 0    | 2          | 0                                          | 0           |
| 4                   | Miguel Ángel Rimba    | 1 november 1967   |      |       | Oriente Petrolero    | 0     | 0    | 0          | 0                                          | 0           |
| 5                   | Óscar Sánchez         | 16 juli 1971      |      |       | CA Independiente     | 1     | 0    | 0          | 0                                          | 1           |
| 8                   | Rubén Tufiño          | 9 januari 1970    |      |       | Club Blooming        | 3     | 0    | 1          | 0                                          | 0           |
| 18                  | Gustavo Quinteros     | 15 februari 1965  |      |       | Argentinos Juniors   | 1     | 0    | 0          | 0                                          | 0           |
| 19                  | Iván Castillo         | 11 juli 1970      |      |       | Gimnasia y Esgrima   | 3     | 0    | 0          | 0                                          | 0           |
| Middenveld          |                       |                   |      |       |                      |       |      |            |                                            |             |
| 6                   | Fernando Ochoaizpur   | 18 maart 1971     |      |       | San Luis de Potosí   | 2     | 0    | 0          | 0                                          | 0           |
| 10                  | Marco Etcheverry      | 26 september 1970 |      |       | DC United            | 2     | 0    | 0          | 0                                          | 0           |
| 13                  | Luis Antonio Liendo   | 25 februari 1978  |      |       | Club Bolívar         | 1     | 0    | 0          | 0                                          | 0           |
| 15                  | Luis Cristaldo        | 31 augustus 1969  |      |       | Sporting Gijón       | 3     | 0    | 0          | 0                                          | 0           |
| 16                  | Vladimir Soria        | 15 juli 1964      |      |       | Club Bolívar         | 2     | 0    | 1          | 0                                          | 0           |
| 17                  | Raúl Justiniano       | 29 september 1977 |      |       | Club Blooming        | 0     | 0    | 0          | 0                                          | 0           |
| 20                  | Renny Ribera          | 30 januari 1974   |      |       | Club Blooming        | 3     | 0    | 0          | 0                                          | 0           |
| 21                  | Erwin Sánchez         | 19 oktober 1969   |      |       | Boavista             | 3     | 1    | 0          | 0                                          | 0           |
| Aanval              |                       |                   |      |       |                      |       |      |            |                                            |             |
| 7                   | Limberg Gutiérrez     | 19 november 1977  |      |       | Club Blooming        | 3     | 0    | 1          | 0                                          | 0           |
| 9                   | Jaime Moreno          | 19 januari 1974   |      |       | DC United            | 3     | 0    | 0          | 0                                          | 0           |
| 11                  | Milton Coimbra        | 4 mei 1975        |      |       | Oriente Petrolero    | 1     | 0    | 0          | 0                                          | 0           |
| 14                  | Adrián Lozano         | 17 mei 1972       |      |       | Club Bolívar         | 0     | 0    | 0          | 0                                          | 0           |
| 22                  | Víctor Hugo Antelo    | 2 november 1964   |      |       | Club Blooming        | 2     | 0    | 1          | 0                                          | 0           |
| Bondscoach          |                       |                   |      |       |                      |       |      |            |                                            |             |
| Vlag van Argentinië | Héctor Veira          | 29 mei 1946       |      |       |                      |       |      |            |                                            |             |

## FIFA Confederations Cup 1999
- Resultaat: Eerste ronde

data corresponderend met situatie voorafgaand aan toernooi
| №                   | Naam                  | Geboortedatum     | Caps | Goals | Club                 | Duels | Goal | Kreeg geel | Kreeg voor de tweede keer geel en dus rood | Weggestuurd |
| Doel                | Doel                  | Doel              | Doel | Doel  | Doel                 | Doel  | Doel | Doel       | Doel                                       | Doel        |
| ------------------- | --------------------- | ----------------- | ---- | ----- | -------------------- | ----- | ---- | ---------- | ------------------------------------------ | ----------- |
| 1                   | José Carlos Fernández | 24 januari 1971   |      |       | Club Blooming        | 3     | 0    | 0          | 0                                          | 0           |
| 12                  | Sergio Galarza        | 28 mei 1975       |      |       | Club Real Santa Cruz | 0     | 0    | 0          | 0                                          | 0           |
| Verdediging         |                       |                   |      |       |                      |       |      |            |                                            |             |
| 2                   | Juan Manuel Peña      | 17 januari 1973   |      |       | Real Valladolid      | 1     | 0    | 0          | 0                                          | 0           |
| 3                   | Ronald Arana          | 16 januari 1971   |      |       | The Strongest        | 3     | 0    | 0          | 0                                          | 0           |
| 5                   | Óscar Sánchez         | 16 juli 1971      |      |       | CA Independiente     | 2     | 0    | 0          | 0                                          | 0           |
| 18                  | Gustavo Quinteros     | 15 februari 1965  |      |       | Argentinos Juniors   | 0     | 0    | 0          | 0                                          | 0           |
| 19                  | Iván Castillo         | 11 juli 1970      |      |       | Gimnasia y Esgrima   | 2     | 0    | 0          | 0                                          | 0           |
| 20                  | Reny Ribera           | 30 januari 1974   |      |       | Club Blooming        | 3     | 0    | 0          | 0                                          | 0           |
| Middenveld          |                       |                   |      |       |                      |       |      |            |                                            |             |
| 4                   | Lorgio Álvarez        | 9 juni 1978       |      |       | Club Blooming        | 1     | 0    | 0          | 0                                          | 0           |
| 6                   | Luis Cristaldo        | 31 augustus 1969  |      |       | Sporting Gijón       | 1     | 0    | 0          | 0                                          | 0           |
| 8                   | Rubén Tufiño          | 9 januari 1970    |      |       | Club Blooming        | 3     | 0    | 2          | 0                                          | 0           |
| 10                  | Marco Etcheverry      | 26 september 1970 |      |       | DC United            | 3     | 0    | 1          | 0                                          | 0           |
| 14                  | Erwin Sánchez         | 19 oktober 1969   |      |       | Boavista             | 3     | 0    | 1          | 0                                          | 0           |
| 16                  | Vladimir Soria        | 15 juli 1964      |      |       | Club Bolívar         | 3     | 0    | 0          | 0                                          | 0           |
| 17                  | Raúl Justiniano       | 29 september 1977 |      |       | Club Blooming        | 1     | 0    | 0          | 0                                          | 0           |
| Aanval              |                       |                   |      |       |                      |       |      |            |                                            |             |
| 7                   | Limberg Gutiérrez     | 19 november 1977  |      |       | Club Blooming        | 3     | 0    | 1          | 0                                          | 0           |
| 9                   | Jaime Moreno          | 19 januari 1974   |      |       | DC United            | 2     | 0    | 0          | 0                                          | 0           |
| 11                  | Gonzalo Galindo       | 20 oktober 1974   |      |       | —                    | 2     | 0    | 0          | 0                                          | 0           |
| 13                  | Joaquin Botero        | 10 december 1977  |      |       | —                    | 3     | 0    | 0          | 0                                          | 0           |
| 15                  | Martin Menacho        | 7 augustus 1973   |      |       | Club Blooming        | 3     | 0    | 1          | 0                                          | 0           |
| Bondscoach          |                       |                   |      |       |                      |       |      |            |                                            |             |
| Vlag van Argentinië | Héctor Veira          | 29 mei 1946       |      |       |                      |       |      |            |                                            |             |

## Copa América 2001
- Resultaat: Eerste ronde

data corresponderend met situatie voorafgaand aan toernooi
| №                | Naam                   | Geboortedatum     | Caps | Goals | Club              | Duels | Goal | Kreeg geel | Kreeg voor de tweede keer geel en dus rood | Weggestuurd |
| Doel             | Doel                   | Doel              | Doel | Doel  | Doel              | Doel  | Doel | Doel       | Doel                                       | Doel        |
| ---------------- | ---------------------- | ----------------- | ---- | ----- | ----------------- | ----- | ---- | ---------- | ------------------------------------------ | ----------- |
| 1                | Carlos Arias           | 18 februari 1980  |      |       | Club Blooming     | 3     | 0    | 0          | 0                                          | 0           |
| 12               | Hamlet Barrientos      | 8 januari 1978    |      |       | The Strongest     | 0     | 0    | 0          | 0                                          | 0           |
| Verdediging      |                        |                   |      |       |                   |       |      |            |                                            |             |
| 2                | José Loayza            | 9 september 1976  |      |       | Jorge Wilstermann | 0     | 0    | 0          | 0                                          | 0           |
| 3                | Marco Antonio Sandy    | 29 augustus 1971  |      |       | Club Bolívar      | 2     | 0    | 0          | 0                                          | 1           |
| 5                | Marcelo Carballo       | 7 december 1974   |      |       | Jorge Wilstermann | 2     | 0    | 0          | 0                                          | 0           |
| 7                | Luis Gatty Ribeiro     | 1 november 1979   |      |       | Club Bolívar      | 3     | 0    | 0          | 0                                          | 0           |
| 8                | Franz Calustro         | 9 maart 1974      |      |       | Oriente Petrolero | 2     | 0    | 1          | 0                                          | 0           |
| 13               | Wilson Escalante       | 6 mei 1977        |      |       | Oriente Petrolero | 0     | 0    | 0          | 0                                          | 0           |
| 16               | Ronald Raldés          | 20 april 1981     |      |       | Oriente Petrolero | 3     | 0    | 0          | 0                                          | 0           |
| 17               | Eduardo Jiguchi        | 4 augustus 1970   |      |       | Club Bolívar      | 3     | 0    | 1          | 0                                          | 0           |
| Middenveld       |                        |                   |      |       |                   |       |      |            |                                            |             |
| 4                | Percy Colque           | 23 oktober 1976   |      |       | The Strongest     | 1     | 0    | 0          | 0                                          | 0           |
| 6                | Raúl Justiniano        | 29 september 1977 |      |       | Club Blooming     | 1     | 0    | 1          | 0                                          | 0           |
| 10               | Julio César Baldivieso | 2 december 1971   |      |       | CD Cobreloa       | 3     | 0    | 1          | 0                                          | 0           |
| 14               | Ronald García          | 17 december 1980  |      |       | FC Alverca        | 2     | 0    | 0          | 0                                          | 0           |
| 15               | Lorgio Álvarez         | 29 juni 1978      |      |       | Club Blooming     | 3     | 0    | 1          | 0                                          | 0           |
| 18               | Limberg Gutiérrez      | 19 november 1977  |      |       | Club Nacional     | 3     | 0    | 1          | 0                                          | 0           |
| 21               | Richard Rojas          | 27 februari 1975  |      |       | The Strongest     | 0     | 0    | 0          | 0                                          | 0           |
| Aanval           |                        |                   |      |       |                   |       |      |            |                                            |             |
| 9                | Joaquin Botero         | 10 december 1977  |      |       | Club Bolívar      | 3     | 0    | 0          | 0                                          | 0           |
| 11               | Líder Paz              | 2 december 1974   |      |       | The Strongest     | 2     | 0    | 0          | 0                                          | 0           |
| 19               | Milton Coimbra         | 4 mei 1975        |      |       | Oriente Petrolero | 2     | 0    | 0          | 0                                          | 1           |
| 20               | Gonzalo Galindo        | 20 oktober 1974   |      |       | Jorge Wilstermann | 0     | 0    | 0          | 0                                          | 0           |
| 22               | Roger Suárez           | 2 april 1977      |      |       | Oriente Petrolero | 1     | 0    | 0          | 0                                          | 0           |
| Bondscoach       |                        |                   |      |       |                   |       |      |            |                                            |             |
| Vlag van Bolivia | Carlos Aragonés        | 14 oktober 1956   |      |       |                   |       |      |            |                                            |             |

## Copa América 2004
- Resultaat: Eerste ronde

data corresponderend met situatie voorafgaand aan toernooi
| №                | Naam                  | Geboortedatum    | Caps | Goals | Club               | Duels | Goal | Kreeg geel | Kreeg voor de tweede keer geel en dus rood | Weggestuurd |
| Doel             | Doel                  | Doel             | Doel | Doel  | Doel               | Doel  | Doel | Doel       | Doel                                       | Doel        |
| ---------------- | --------------------- | ---------------- | ---- | ----- | ------------------ | ----- | ---- | ---------- | ------------------------------------------ | ----------- |
| 1                | José Carlos Fernández | 24 januari 1971  |      |       | Santa Fe           | 0     | 0    | 0          | 0                                          | 0           |
| 13               | Sergio Galarza        | 28 mei 1975      |      |       | Jorge Wilstermann  | 0     | 0    | 0          | 0                                          | 0           |
| 21               | Leonardo Fernández    | 13 januari 1974  |      |       | Chacarita Juniors  | 3     | 0    | 1          | 0                                          | 0           |
| Verdediging      |                       |                  |      |       |                    |       |      |            |                                            |             |
| 2                | Miguel Hoyos          | 11 maart 1981    |      |       | Oriente Petrolero  | 0     | 0    | 0          | 0                                          | 0           |
| 3                | Sergio Jáuregui       | 13 maart 1985    |      |       | Club Blooming      | 3     | 0    | 0          | 0                                          | 0           |
| 4                | Lorgio Álvarez        | 9 juni 1978      |      |       | Oriente Petrolero  | 3     | 0    | 1          | 0                                          | 0           |
| 14               | Hermán Solíz          | 14 juli 1982     |      |       | The Strongest      | 0     | 0    | 0          | 0                                          | 0           |
| 16               | Ronald Raldés         | 20 april 1981    |      |       | CA Rosario Central | 3     | 0    | 1          | 0                                          | 0           |
| 22               | Juan Carlos Sánchez   | 1 maart 1985     |      |       | Club Aurora        | 0     | 0    | 0          | 0                                          | 0           |
| Middenveld       |                       |                  |      |       |                    |       |      |            |                                            |             |
| 5                | Ronald Arana          | 18 januari 1977  |      |       | Oriente Petrolero  | 3     | 0    | 0          | 0                                          | 0           |
| 6                | Richard Rojas         | 27 februari 1975 |      |       | The Strongest      | 1     | 0    | 0          | 0                                          | 0           |
| 7                | Luis Cristaldo        | 31 augustus 1969 |      |       | The Strongest      | 2     | 0    | 0          | 0                                          | 0           |
| 8                | Rubén Tufiño          | 9 januari 1970   |      |       | Club Bolívar       | 3     | 0    | 1          | 0                                          | 0           |
| 12               | Walter Flores         | 29 oktober 1978  |      |       | Club San José      | 2     | 0    | 1          | 0                                          | 0           |
| 15               | Limbert Pizarro       | 16 juli 1976     |      |       | Club Bolívar       | 3     | 0    | 0          | 0                                          | 0           |
| 19               | Gonzalo Galindo       | 20 oktober 1974  |      |       | Club Bolívar       | 2     | 1    | 0          | 0                                          | 0           |
| Aanval           |                       |                  |      |       |                    |       |      |            |                                            |             |
| 9                | Miguel Mercado        | 30 augustus 1975 |      |       | Club Bolívar       | 3     | 0    | 1          | 0                                          | 0           |
| 10               | Limberg Gutiérrez     | 19 november 1977 |      |       | Club Bolívar       | 3     | 0    | 0          | 0                                          | 0           |
| 11               | Roger Suárez          | 2 april 1977     |      |       | Club Bolívar       | 2     | 0    | 0          | 0                                          | 0           |
| 17               | Juan Carlos Arce      | 10 april 1985    |      |       | Oriente Petrolero  | 2     | 0    | 0          | 0                                          | 0           |
| 18               | Getulio Vaca          | 24 oktober 1984  |      |       | Club Blooming      | 0     | 0    | 0          | 0                                          | 0           |
| 20               | Joaquin Botero        | 10 december 1977 |      |       | Pumas UNAM         | 3     | 1    | 1          | 0                                          | 0           |
| Bondscoach       |                       |                  |      |       |                    |       |      |            |                                            |             |
| Vlag van Bolivia | Ramiro Blacutt        | 3 januari 1944   |      |       |                    |       |      |            |                                            |             |

## Copa América 2007
- Resultaat: Eerste ronde

data corresponderend met situatie voorafgaand aan toernooi
| №                | Naam                | Geboortedatum    | Caps | Goals | Club               | Duels | Goal | Kreeg geel | Kreeg voor de tweede keer geel en dus rood | Weggestuurd |
| Doel             | Doel                | Doel             | Doel | Doel  | Doel               | Doel  | Doel | Doel       | Doel                                       | Doel        |
| ---------------- | ------------------- | ---------------- | ---- | ----- | ------------------ | ----- | ---- | ---------- | ------------------------------------------ | ----------- |
| 1                | Hugo Súarez         | 25 augustus 1975 |      |       | Jorge Wilstermann  | 1     | 0    | 0          | 0                                          | 0           |
| 12               | Sergio Galarza      | 28 mei 1975      |      |       | Oriente Petrolero  | 2     | 0    | 0          | 0                                          | 0           |
| Verdediging      |                     |                  |      |       |                    |       |      |            |                                            |             |
| 2                | Juan Manuel Peña    | 17 januari 1973  |      |       | Celta de Vigo      | 3     | 0    | 2          | 0                                          | 0           |
| 4                | Lorgio Álvarez      | 9 juni 1978      |      |       | Cerro Porteño      | 3     | 0    | 0          | 0                                          | 0           |
| 13               | Edemir Rodríguez    | 21 oktober 1986  |      |       | Real Potosí        | 0     | 0    | 0          | 0                                          | 0           |
| 14               | Miguel Hoyos        | 11 maart 1981    |      |       | The Strongest      | 3     | 0    | 0          | 0                                          | 0           |
| 15               | Jorge Antonio Ortíz | 1 juni 1984      |      |       | Club Blooming      | 1     | 0    | 0          | 0                                          | 0           |
| 16               | Ronald Raldés       | 20 april 1981    |      |       | CA Rosario Central | 3     | 0    | 1          | 0                                          | 0           |
| Middenveld       |                     |                  |      |       |                    |       |      |            |                                            |             |
| 3                | Limbert Méndez      | 18 augustus 1982 |      |       | Jorge Wilstermann  | 0     | 0    | 0          | 0                                          | 0           |
| 5                | Leonel Reyes        | 18 november 1976 |      |       | Club Bolívar       | 3     | 0    | 2          | 0                                          | 0           |
| 6                | Ronald García       | 17 december 1980 |      |       | Aris Saloniki      | 2     | 0    | 0          | 0                                          | 0           |
| 8                | Gualberto Mojica    | 7 oktober 1984   |      |       | CFR Cluj           | 3     | 0    | 0          | 0                                          | 0           |
| 10               | Joselito Vaca       | 12 augustus 1982 |      |       | Club Blooming      | 3     | 0    | 0          | 0                                          | 0           |
| 18               | Gonzalo Galindo     | 20 oktober 1974  |      |       | The Strongest      | 2     | 0    | 1          | 0                                          | 0           |
| 20               | Sacha Lima          | 17 augustus 1981 |      |       | Jorge Wilstermann  | 1     | 0    | 1          | 0                                          | 0           |
| 21               | Jhasmani Campos     | 10 mei 1988      |      |       | Oriente Petrolero  | 1     | 1    | 0          | 0                                          | 0           |
| 22               | Darwin Peña         | 8 augustus 1977  |      |       | Real Potosí        | 2     | 0    | 0          | 0                                          | 0           |
| Aanval           |                     |                  |      |       |                    |       |      |            |                                            |             |
| 7                | Nelson Sossa        | 14 maart 1986    |      |       | Jorge Wilstermann  | 0     | 0    | 0          | 0                                          | 0           |
| 9                | Jaime Moreno        | 19 januari 1974  |      |       | DC United          | 3     | 1    | 0          | 0                                          | 0           |
| 11               | Diego Cabrera       | 13 augustus 1982 |      |       | Club Aurora        | 2     | 0    | 0          | 0                                          | 0           |
| 17               | Juan Carlos Arce    | 10 april 1985    |      |       | Corinthians SP     | 3     | 1    | 0          | 0                                          | 0           |
| 19               | Augusto Andaveris   | 5 mei 1979       |      |       | La Paz FC          | 1     | 0    | 0          | 0                                          | 0           |
| Bondscoach       |                     |                  |      |       |                    |       |      |            |                                            |             |
| Vlag van Bolivia | Erwin Sánchez       | 19 oktober 1969  |      |       |                    |       |      |            |                                            |             |

## Copa América 2011
- Resultaat: Eerste ronde

data corresponderend met situatie voorafgaand aan toernooi
| №                | Naam              | Geboortedatum    | Caps | Goals | Club              | Duels | Goal | Kreeg geel | Kreeg voor de tweede keer geel en dus rood | Weggestuurd |
| Doel             | Doel              | Doel             | Doel | Doel  | Doel              | Doel  | Doel | Doel       | Doel                                       | Doel        |
| ---------------- | ----------------- | ---------------- | ---- | ----- | ----------------- | ----- | ---- | ---------- | ------------------------------------------ | ----------- |
| 1                | Carlos Arias      | 18 februari 1980 |      |       | Córdoba CF        | 3     | 0    | 0          | 0                                          | 0           |
| 12               | Daniel Vaca       | 3 november 1978  |      |       | The Strongest     | 0     | 0    | 0          | 0                                          | 0           |
| 23               | Sergio Galarza    | 25 augustus 1975 |      |       | Club Blooming     | 0     | 0    | 0          | 0                                          | 0           |
| Verdediging      |                   |                  |      |       |                   |       |      |            |                                            |             |
| 2                | Miguel Hoyos      | 11 maart 1981    |      |       | Oriente Petrolero | 0     | 0    | 0          | 0                                          | 0           |
| 3                | Luis Gutiérrez    | 15 januari 1985  |      |       | Oriente Petrolero | 2     | 0    | 2          | 0                                          | 0           |
| 4                | Lorgio Álvarez    | 29 juni 1978     |      |       | Club Bolívar      | 3     | 0    | 1          | 0                                          | 0           |
| 5                | Ronald Rivero     | 29 januari 1980  |      |       | Club Bolívar      | 2     | 0    | 2          | 0                                          | 1           |
| 13               | Santos Amador     | 6 april 1982     |      |       | Nacional Potosí   | 1     | 0    | 0          | 0                                          | 0           |
| 14               | Christian Vargas  | 8 september 1983 |      |       | Club San José     | 1     | 0    | 0          | 0                                          | 0           |
| 16               | Ronald Raldés     | 20 april 1981    |      |       | CA Colón          | 3     | 0    | 0          | 0                                          | 0           |
| Middenveld       |                   |                  |      |       |                   |       |      |            |                                            |             |
| 6                | Walter Flores     | 29 oktober 1978  |      |       | Club Bolívar      | 2     | 0    | 1          | 0                                          | 1           |
| 8                | Ronald García     | 17 december 1980 |      |       | Aris Saloniki     | 2     | 0    | 0          | 0                                          | 0           |
| 10               | Joselito Vaca     | 12 augustus 1982 |      |       | Oriente Petrolero | 2     | 0    | 0          | 0                                          | 0           |
| 15               | Jaime Robles      | 2 februari 1978  |      |       | Club Aurora       | 3     | 0    | 0          | 0                                          | 0           |
| 19               | José Luis Chávez  | 18 mei 1986      |      |       | Club Blooming     | 2     | 0    | 1          | 0                                          | 0           |
| 21               | Jhasmani Campos   | 10 mei 1988      |      |       | Club Bolívar      | 3     | 0    | 2          | 0                                          | 0           |
| 22               | Rudy Cardozo      | 14 februari 1990 |      |       | Club Bolívar      | 1     | 0    | 0          | 0                                          | 0           |
| Aanval           |                   |                  |      |       |                   |       |      |            |                                            |             |
| 7                | Edivaldo Rojas    | 17 november 1985 |      |       | Naval 1º de Maio  | 3     | 1    | 0          | 0                                          | 0           |
| 9                | Marcelo Moreno    | 18 juni 1987     |      |       | Shakhtar Donetsk  | 3     | 0    | 1          | 0                                          | 0           |
| 11               | Alcides Peña      | 14 januari 1989  |      |       | Oriente Petrolero | 2     | 0    | 0          | 0                                          | 0           |
| 17               | Juan Carlos Arce  | 10 april 1985    |      |       | Oriente Petrolero | 3     | 0    | 0          | 0                                          | 0           |
| 18               | Ricardo Pedriel   | 19 januari 1987  |      |       | Sivasspor         | 1     | 0    | 0          | 0                                          | 0           |
| 20               | Mauricio Saucedo  | 14 augustus 1985 |      |       | Vitória Guimarães | 0     | 0    | 0          | 0                                          | 0           |
| Bondscoach       |                   |                  |      |       |                   |       |      |            |                                            |             |
| Vlag van Bolivia | Gustavo Quinteros | 15 februari 1965 |      |       |                   |       |      |            |                                            |             |

## Copa América 2015
- Resultaat: Kwartfinale

data corresponderend met situatie voorafgaand aan toernooi
| №                | Naam                | Geboortedatum    | Caps | Goals | Club               | Duels | Goal | Kreeg geel | Kreeg voor de tweede keer geel en dus rood | Weggestuurd |
| Doel             | Doel                | Doel             | Doel | Doel  | Doel               | Doel  | Doel | Doel       | Doel                                       | Doel        |
| ---------------- | ------------------- | ---------------- | ---- | ----- | ------------------ | ----- | ---- | ---------- | ------------------------------------------ | ----------- |
| 1                | Romel Quiñónez      | 25 juni 1992     |      |       | Club Bolívar       | 4     | 0    | 0          | 0                                          | 0           |
| 12               | José Peñarrieta     | 18 november 1989 |      |       | Club Petrolero     | 0     | 0    | 0          | 0                                          | 0           |
| 23               | Hugo Súarez         | 7 februari 1982  |      |       | Club Blooming      | 0     | 0    | 0          | 0                                          | 0           |
| Verdediging      |                     |                  |      |       |                    |       |      |            |                                            |             |
| 2                | Miguel Hurtado      | 4 juli 1985      |      |       | Club Blooming      | 3     | 0    | 1          | 0                                          | 0           |
| 4                | Leonel Morales      | 2 september 1988 |      |       | Club Blooming      | 4     | 0    | 1          | 0                                          | 0           |
| 5                | Ronald Eguino       | 20 februari 1988 |      |       | Club Bolívar       | 0     | 0    | 0          | 0                                          | 0           |
| 14               | Edemir Rodríguez    | 21 oktober 1986  |      |       | Club Bolívar       | 2     | 0    | 0          | 0                                          | 0           |
| 16               | Ronald Raldés       | 20 april 1981    |      |       | Oriente Petrolero  | 3     | 1    | 0          | 0                                          | 0           |
| 17               | Marvin Bejarano     | 6 maart 1988     |      |       | Oriente Petrolero  | 3     | 0    | 0          | 0                                          | 0           |
| 21               | Cristhian Coimbra   | 31 december 1988 |      |       | Club Blooming      | 2     | 0    | 1          | 0                                          | 0           |
| 22               | Edward Zenteno      | 5 december 1984  |      |       | Jorge Wilstermann  | 3     | 0    | 1          | 0                                          | 0           |
| Middenveld       |                     |                  |      |       |                    |       |      |            |                                            |             |
| 3                | Alejandro Chumacero | 22 april 1991    |      |       | The Strongest      | 4     | 0    | 1          | 0                                          | 0           |
| 6                | Danny Bejarano      | 3 januari 1994   |      |       | Oriente Petrolero  | 3     | 0    | 2          | 0                                          | 0           |
| 8                | Martin Smedberg     | 10 mei 1984      |      |       | IFK Göteborg       | 4     | 1    | 0          | 0                                          | 0           |
| 11               | Damián Lizio        | 30 juni 1989     |      |       | CD O'Higgins       | 3     | 0    | 0          | 0                                          | 0           |
| 13               | Damir Miranda       | 6 oktober 1985   |      |       | Club Bolívar       | 2     | 0    | 0          | 0                                          | 0           |
| 19               | Walter Veizaga      | 22 april 1986    |      |       | The Strongest      | 1     | 0    | 0          | 0                                          | 0           |
| 20               | Jhasmani Campos     | 10 mei 1988      |      |       | Club Bolívar       | 1     | 0    | 0          | 0                                          | 0           |
| Aanval           |                     |                  |      |       |                    |       |      |            |                                            |             |
| 7                | Alcides Peña        | 14 januari 1989  |      |       | Oriente Petrolero  | 1     | 0    | 0          | 0                                          | 0           |
| 9                | Marcelo Moreno      | 18 juni 1987     |      |       | Changchun Yatai    | 4     | 2    | 1          | 0                                          | 0           |
| 10               | Pablo Escobar       | 12 juli 1978     |      |       | The Strongest      | 3     | 0    | 2          | 0                                          | 0           |
| 15               | Sebastián Gamarra   | 15 januari 1997  |      |       | AC Milan           | 0     | 0    | 0          | 0                                          | 0           |
| 18               | Ricardo Pedriel     | 19 januari 1987  |      |       | Mersin İdman Yurdu | 4     | 0    | 1          | 0                                          | 0           |
| Bondscoach       |                     |                  |      |       |                    |       |      |            |                                            |             |
| Vlag van Bolivia | Mauricio Soria      | 10 juni 1966     |      |       |                    |       |      |            |                                            |             |

## Copa América 2016
- Resultaat: Eerste ronde

data corresponderend met situatie voorafgaand aan toernooi
| №                | Naam                   | Geboortedatum    | Caps | Goals | Club                | Duels | Goal | Kreeg geel | Kreeg voor de tweede keer geel en dus rood | Weggestuurd |
| Doel             | Doel                   | Doel             | Doel | Doel  | Doel                | Doel  | Doel | Doel       | Doel                                       | Doel        |
| ---------------- | ---------------------- | ---------------- | ---- | ----- | ------------------- | ----- | ---- | ---------- | ------------------------------------------ | ----------- |
| 1                | Carlos Lampe           | 17 maart 1987    |      |       | Sport Boys Warnes   | 3     | 0    | 0          | 0                                          | 0           |
| 12               | Romel Quiñónez         | 25 juni 1992     |      |       | Club Bolívar        | 0     | 0    | 0          | 0                                          | 0           |
| 23               | Guillermo Viscarra     | 7 februari 1993  |      |       | Oriente Petrolero   | 0     | 0    | 0          | 0                                          | 0           |
| Verdediging      |                        |                  |      |       |                     |       |      |            |                                            |             |
| 3                | Luis Gutiérrez         | 15 januari 1985  |      |       | Ironi Kiryat Shmona | 2     | 0    | 1          | 0                                          | 0           |
| 5                | Nelson Cabrera         | 22 april 1983    |      |       | Club Bolívar        | 2     | 0    | 0          | 0                                          | 0           |
| 13               | Alejandro Meleán       | 16 juli 1987     |      |       | Oriente Petrolero   | 3     | 0    | 1          | 0                                          | 0           |
| 17               | Marvin Bejarano        | 6 maart 1988     |      |       | Oriente Petrolero   | 2     | 0    | 0          | 0                                          | 0           |
| 21               | Ronald Eguino          | 20 februari 1988 |      |       | Club Bolívar        | 2     | 0    | 1          | 0                                          | 0           |
| 22               | Edward Zenteno         | 5 december 1984  |      |       | Jorge Wilstermann   | 3     | 0    | 1          | 0                                          | 0           |
| Middenveld       |                        |                  |      |       |                     |       |      |            |                                            |             |
| 2                | Erwin Saavedra         | 22 februari 1996 |      |       | Club Bolívar        | 2     | 0    | 0          | 0                                          | 0           |
| 4                | Diego Bejarano         | 1 februari 1988  |      |       | The Strongest       | 2     | 0    | 0          | 0                                          | 0           |
| 6                | Walter Veizaga         | 22 april 1986    |      |       | The Strongest       | 1     | 0    | 1          | 0                                          | 0           |
| 8                | Martin Smedberg        | 10 mei 1984      |      |       | IFK Göteborg        | 3     | 0    | 0          | 0                                          | 0           |
| 9                | Yasmani Duk            | 1 maart 1988     |      |       | New York Cosmos     | 3     | 0    | 0          | 0                                          | 0           |
| 10               | Jhasmani Campos        | 10 mei 1988      |      |       | Kazma SC            | 3     | 1    | 2          | 0                                          | 0           |
| 14               | Raúl Castro            | 19 augustus 1989 |      |       | The Strongest       | 1     | 0    | 0          | 0                                          | 0           |
| 16               | Cristhian Machado      | 20 juni 1990     |      |       | Jorge Wilstermann   | 1     | 0    | 0          | 0                                          | 0           |
| 20               | Fernando Saucedo       | 15 maart 1990    |      |       | Jorge Wilstermann   | 1     | 0    | 0          | 0                                          | 0           |
| Aanval           |                        |                  |      |       |                     |       |      |            |                                            |             |
| 7                | Juan Carlos Arce       | 10 april 1985    |      |       | Club Bolívar        | 3     | 1    | 1          | 0                                          | 0           |
| 11               | Gilbert Álvarez        | 7 april 1992     |      |       | Real Potosí         | 0     | 0    | 0          | 0                                          | 0           |
| 15               | Pedro Azogue           | 6 december 1994  |      |       | Oriente Petrolero   | 2     | 0    | 1          | 0                                          | 0           |
| 18               | Rodrigo Ramallo        | 19 oktober 1990  |      |       | The Strongest       | 2     | 0    | 0          | 0                                          | 0           |
| 19               | Carmelo Algarañaz      | 27 januari 1996  |      |       | Club Petrolero      | 1     | 0    | 0          | 0                                          | 0           |
| Bondscoach       |                        |                  |      |       |                     |       |      |            |                                            |             |
| Vlag van Bolivia | Julio César Baldivieso | 2 december 1971  |      |       |                     |       |      |            |                                            |             |

FBF · A-internationals · Selecties · Bondscoaches · Statistieken · Boliviaans vrouwenelftal · Olympisch elftal · Bolivia U21 · Bolivia U20 · Bolivia U19 · Bolivia U18 · Bolivia U17
1926–1949 · 
1950–1959 · 
1960–1969 · 
1970–1979 · 
1980–1989 · 
1990–1999 · 
2000–2009 · 
2010–2019 ·
2020−2029
CC 1999
WK 1930 · 
WK 1950 · 
WK 1994
1926 · 
1927 · 
1927 · 1928 · 1929 · 
1930 · 
1931 · 1932 · 1933 · 1934 · 1935 · 1936 · 1937 · 
1938 · 
1939 · 1940 · 1941 · 1942 · 1943 · 1944 · 
1945 · 
1946 · 
1947 · 
1948 · 
1949 · 
1950 · 
1951 · 1952 · 
1953 · 
1954 · 1955 · 1956 · 
1957 · 
1958 · 
1959 · 
1960 · 
1961 · 
1962 · 
1963 · 
1964 · 
1965 · 
1966 · 
1967 · 
1968 · 
1969 · 
1970 · 
1971 · 
1972 · 
1973 · 
1974 · 
1975 · 
1976 · 
1977 · 
1978 · 
1979 · 
1980 · 
1981 · 
1982 · 
1983 · 
1984 · 
1985 · 
1986 · 
1987 · 
1988 · 
1989 · 
1990 · 
1991 · 
1992 · 
1993 · 
1994 · 
1995 · 
1996 · 
1997 · 
1998 · 
1999 · 
2000 · 
2001 · 
2002 · 
2003 · 
2004 · 
2005 · 
2006 · 
2007 · 
2008 · 
2009 · 
2010 ·
2011 · 
2012 · 
2013 · 
2014 · 
2015 · 
2016 ·
2017 ·
2018 ·
2019 ·
2020 ·
2021 ·
2022 ·
2023 ·
2024
Algerije ·
Andorra ·
Argentinië ·
Brazilië ·
Bulgarije · 
Chili ·
Colombia ·
Costa Rica ·
Cuba ·
Curaçao ·
DDR ·
Duitsland ·
Ecuador ·
Egypte ·
El Salvador ·
Finland ·
Frankrijk ·
Griekenland ·
Guatemala ·
Guyana ·
Haïti ·
Honduras ·
Hongarije ·
Ierland ·
IJsland ·
Irak ·
Iran ·
Jamaica ·
Japan ·
Joegoslavië ·
Kameroen ·
Letland ·
Mexico ·
Myanmar ·
Nicaragua ·
Noord-Korea ·
Oezbekistan ·
Panama ·
Paraguay ·
Peru ·
Polen ·
Portugal ·
Roemenië ·
Rusland ·
Saoedi-Arabië ·
Senegal ·
Servië ·
Slowakije ·
Spanje ·
Trinidad en Tobago ·
Tsjecho-Slowakije ·
Uruguay ·
Venezuela ·
Verenigde Arabische Emiraten ·
Verenigde Staten ·
Zuid-Afrika ·
Zuid-Korea ·
Zwitserland